# Buysdellebos
Het Buysdellebos (Frans: Bois de Buysdelle ) is een natuurgebied in Ukkel in het Brussels Hoofdstedelijk Gewest. Het maakt deel uit van het Natura 2000-gebied Bossen en open gebieden in het zuiden van het Brussels Gewest.
Het bos loopt ten westen van de Sint-Elooihoeve en grenst ten zuiden aan de Verrewinkelbeek, die de grens tussen Linkebeek en Ukkel vormt.

## Geschiedenis
Het Buysdellebos werd waarschijnlijk rond het jaar 1800 aangeplant door het Broederschap van Sint-Elooi, de eigenaars van de nabijgelegen Sint-Elooishoeve, Verrewinkelbos, de Drie Bunders en de Groendijk.

## Fauna en flora
Het Buysdellebos is een van de laatste overblijfselen van het carboonwoud, een eikenbos met beuken, haagbeuken en berken dat in het begin van onze tijdrekening het centrum van België overdekte. Het bos beslaat een oppervlakte van 4,42 hectare en bezit interessante ecologische biotopen, waaronder verschillende zeer grote bomen, en verscheidene lariksen.